# Mueang Yang (huyện)
Mueang Yang (tiếng Thái: เมืองยาง) là một huyện (amphoe) ở đông bắc của tỉnh Nakhon Ratchasima, đông bắc Thái Lan.

## Lịch sử
Nhiều hiện vật gốm sứ đã được phát hiện ở Ban Mueang Yang và Ban Krabueang Nok. Khu vực Mueang Yang đã được tách ra từ huyện Chum Phuang và lập thành tiểu huyện (King Amphoe) ngày 1 tháng 4 năm 1995. Dân tiểu huyện này là người Khorat từ các tỉnh lân cận Buriram, tỉnh Khon Kaen|Khon Kaen]], Maha Sarakham và tỉnh Roi Et.
Theo quyết định của chính phủ Thái Lan ngày 15 tháng 5 năm 2007, tất cả 81 tiểu huyện đều được nâng thành huyện. Với việc đăng công báo hoàng gia ngày 24 tháng 8, việc nâng cấp thành chính thức.

## Địa lý
Các huyện giáp ranh (từ phía bắc theo chiều kim đồng hồ) là Ban Mai Chaiyaphot, Phutthaisong và Khu Mueang của tỉnh Buriram, Lam Thamenchai, Chum Phuang và Prathai của tỉnh Nakhon Ratchasima.
Nguồn nước chính là sông Mun.

## Hành chính
Huyện này được chia thành 4 phó huyện (tambon). Không có khu vực đô thị (thesaban).
| 1. | Mueang Yang    | เมืองยาง     |  |
| 2. | Krabueang Nok  | กระเบื้องนอก  |  |
| 3. | Lahan Pla Khao | ละหานปลาค้าว |  |
| 4. | Non Udom       | โนนอุดม      |  |